# トゥー・カップス〜ただいま恋が憑依中!?〜
『トゥー・カップス〜ただいま恋が憑依中!?〜』（韓国語：투깝스 ）は2017年11月27日から2018年1月16日までMBCで放送されていた大韓民国のテレビドラマである。

## 出演

### 主要人物
チャ・ドンタク：チョ・ジョンソク
刑事。
ソン・ジアン：イ・ヘリ
NBC報道局社会部記者。
コン・スチャン：キム・ソンホ
前科持ちの詐欺師。

### ソウル中央署強力班2チーム
トッコ・ソンヒョク：イ・ホウォン
ドンタクの相棒。刑事。
チョ・ハンジュン：キム・ミンジョン
ドンタクが尊敬していた先輩刑事だが亡くなってしまった。
ユ・ジョンマン：イ・デヨン
チーム長。
マ・ジングク：チョン・ヘギュン
署長。

### スチャンの周辺人物
コ・ボンスク：イム・セミ
スチャンのスリ仲間。スチャンのことが大好き。
ミス ボン：リュ・ヘリン
占い師。
ヨンパル：イ・シオン
伝説の殺し屋。
イ・ドゥシク：イ・ジェウォン
スチャンの児童養護施設の仲間。チンピラ。

## 賞とノミネート
| 年度 | 賞                      | カテゴリー                         | 受賞者           | 結果       |
| ---- | ----------------------- | ---------------------------------- | ---------------- | ---------- |
| 2017 | MBC演技大賞             | 大賞                               | チョ・ジョンソク | ノミネート |
| 2017 | MBC演技大賞             | 今年のドラマ                       | トゥー・カップス | ノミネート |
| 2017 | MBC演技大賞             | 月火ドラマ部門最優秀俳優賞         | チョ・ジョンソク | 受賞       |
| 2017 | MBC演技大賞             | 月火ドラマ部門最優秀女優賞         | イ・ヘリ         | ノミネート |
| 2017 | MBC演技大賞             | 月火ドラマ部門優秀俳優賞           | キム・ソンホ     | 受賞       |
| 2017 | MBC演技大賞             | 月火ドラマ部門優秀女優賞           | イム・セミ       | ノミネート |
| 2017 | MBC演技大賞             | 月火ドラマ部門ゴールデン演技俳優賞 | イ・シオン       | ノミネート |
| 2017 | MBC演技大賞             | 月火ドラマ部門ゴールデン演技女優賞 | ムン・ジイン     | ノミネート |
| 2017 | MBC演技大賞             | 人気俳優賞                         | チョ・ジョンソク | ノミネート |
| 2017 | MBC演技大賞             | 人気女優賞                         | イ・ヘリ         | ノミネート |
| 2017 | MBC演技大賞             | 新人俳優賞                         | キム・ソンホ     | 受賞       |
| 2017 | MBC演技大賞             | 最優秀キャラクター賞               | キム・ソンホ     | ノミネート |
| 2018 | 第6回APANスターアワード | ミニシリーズ部門最優秀俳優賞       | チョ・ジョンソク | ノミネート |